# Taťána Juřicová
Taťána Juřicová, nebo také Taťána Nečasová (31. ledna 1965, Praha — 24. srpna 2002, Praha) byla česká tanečnice, baletka a pedagožka.

## Život
Tato pražská rodačka vystudovala v letech 1977 až 1983 Taneční konzervatoř v Praze. Po roční stáži ve Státním choreografickém učilišti v Kyjevě, které absolvovala hned po škole, nastoupila v roce 1985 do baletního souboru Národního divadla v Praze. 
V roce 1989 se stala sólistkou a za dobu jejího působení v tomto divadle zde vytvořila dlouhou řadu postav z repertoáru jak klasického, tak i moderního.
Na scéně Národního divadla ztvárnila rola, jako například Cholera-Smrt a paní von Meck v Čajkovskij, Myrtha v Giselle, dvojrole Odetty-Odilie v Labutím jezeře, Effie v La Sylphide, Čarodějnice v Macbethovi, Gerda von Rinnlingen v Malém pánovi Friedemannovi, Taťána v Oněginovi, Diana v Sylvii, titulní role v Ptáku Ohnivákovi a Jennifer. Vystupovala v Kyliánových choreografiích Návrat do neznámé země a Sinfonietta. Nejraději ztvárňovala dramatické role se složitým příběhem. Mimo vyučování na pražské taneční konzervatoři byla i od 90. let stálým hostem Laterny magiky, a to v představeních Kouzelná flétna, Odysseus, Casanova a Hádanky.
Obdržela cenu Thálie v oboru balet, pantomima a současný tanec za rok 1996 za ztvárnění dvojrole Odetty-Odilie v Labutím jezeře v Národním divadle a za rok 2001 za roli Fiony v Podzimním karnevalu v Divadle F. X. Šaldy v Liberci.
Dne 24. srpna 2002 ve věku 37 let spáchala sebevraždu, když vyskočila z okna.
Její tragický osud byl jeden z inspiracích pro inscenaci FAiTH ze souboru fyzického divadla Tantehorse, kterou vytvořila její žačka Miřenka Čechová.